# Mličika
Mličika (lat. Tephroseris), biljni rod iz porodice glavočika raširen po Euroaziji i Sjevernoj Anerici.. 
Sastoji se od četrdesetak vrsta jednogodišnjeg i dvogodišnjeg raslinja i trajnica.. U  Hrvatskoj raste 4 ili 5 vrsta (navedcene su u popisu uz latinske nazive).

## Opis roda
Vrste Tephroserisa su varijabilne i slabo definirane; njihova je nomenklatura složena. Sadašnji tretman je privremen. Tephroseris je tretiran unutar Senecia u većini sjevernoameričkih florističkih studija (T. M. Barkley 1999). Štoviše, tradicija je bila da se veliki dio varijacija tretira kao varijetet ili podvrsta unutar široko ograničenog Senecio (Tephroseris) atropurpureus (npr. Barkley 1978; E. Hultén 1968; H. J. Scoggan 1978–1979, dio 4; S. L. Welsh 1974); trenutna misao je prepoznati više vrsta i time više uskladiti koncepte sjevernoameričkih vrsta s onima ruskih botaničara (npr. S. S. Kharkevich 1992., sv. 6; I. M. Krasnoborov 1997., sv. 13; E. Wiebe 2000.). O cirkumskripciji Tephroserisa raspravljao je B. Nordenstam (1978). Euroazijski Tephroseris atropurpureus (Ledebour) B. Fedtschenko, u strogom smislu, i T. subfrigida (Komarov) Holub mogu se pojaviti na krajnjem zapadu Aljaske. Prvi sliči na T. frigida; ima manje glave, uže, ljubičaste listove i drugačiji "aspekt".

## Vrste
1. Tephroseris adenolepis C.Jeffrey & Y.L.Chen
2. Tephroseris aurantiaca (Hoppe ex Willd.) Griseb. & Schenk
3. Tephroseris balbisiana (DC.) Holub
4. Tephroseris cladobotrys (Ledeb.) Griseb. & Schenk
5. Tephroseris crassifolia (Schult.) Griseb. & Schenk
6. Tephroseris crispa (Jacq.) Rchb.; kovrčava mličika
7. Tephroseris elodes (Boiss. ex DC.) Holub
8. Tephroseris flammea (DC.) Holub
9. Tephroseris frigida (Richardson) Holub
10. Tephroseris furusei (Kitam.) B.Nord.
11. Tephroseris gurensis Barkalov
12. Tephroseris helenitis (L.) B.Nord.;  lopatasta mličika
13. Tephroseris hieraciiformis (Kom.) Barkalov
14. Tephroseris integrifolia (L.) Holub; cjelolistna mličika
  1. T. integrifolia subsp. capitata (Wahlenb.) B.Nord.;  glavičava mličika
15. Tephroseris jacutica (Schischk.) Holub
16. Tephroseris kawakamii (Makino) Holub
17. Tephroseris kirilowii (Turcz. ex DC.) Holub
18. Tephroseris kjellmanii (A.E.Porsild) Holub
19. Tephroseris koreana (Kom.) B.Nord. & Pelser
20. Tephroseris lindstroemii (Ostenf.) Á.Löve & D.Löve
21. Tephroseris longifolia (Jacq.) Griseb. & Schenk
22. Tephroseris newcombei (Greene) B.Nord. & Pelser
23. Tephroseris ochotensis Barkalov
24. Tephroseris palustris (L.) Fourr.
25. Tephroseris papposa (Rchb.) Schur
26. Tephroseris phaeantha (Nakai) C.Jeffrey & Y.L.Chen
27. Tephroseris pierotii (Miq.) Holub
28. Tephroseris porphyrantha (Schischk.) Holub
29. Tephroseris praticola (Schischk. & Serg.) Holub
30. Tephroseris pricei (N.D.Simpson) Holub
31. Tephroseris pseudoaurantiaca (Kom.) Czerep.
32. Tephroseris pseudosonchus (Vaniot) C.Jeffrey & Y.L.Chen
33. Tephroseris pyroglossa (Kar. & Kir.) Holub
34. Tephroseris rufa (Hand.-Mazz.) B.Nord.
35. Tephroseris schistosa (Kharkev.) Barkalov
36. Tephroseris sichotensis (Kom.) Holub
37. Tephroseris stolonifera (Cufod.) Holub
38. Tephroseris subdentata (Bunge) Holub
39. Tephroseris subfrigida (Kom.) Holub
40. Tephroseris subscaposa (Kom.) Czerep.
41. Tephroseris sukaczevii (Schischk.) Holub
42. Tephroseris taitoensis (Hayata) Holub
43. Tephroseris takedana (Kitam.) Holub
44. Tephroseris tenuifolia (Gaudin) Holub; tankolistna mličika
45. Tephroseris turczaninovii (DC.) Holub
46. Tephroseris vereszczaginii (Schischk. & Serg.) Holub
47. Tephroseris yukonensis (A.E.Porsild) Holub
48. Tephroseris ×arctisibirica (Jurtzev & Korobkov) Czerep.